# Typhlodromus hebetis
Typhlodromus hebetis är en spindeldjursart som först beskrevs av De Leon 1959.  Typhlodromus hebetis ingår i släktet Typhlodromus och familjen Phytoseiidae. Inga underarter finns listade i Catalogue of Life.